# Agoniates anchovia
Agoniates anchovia är en fiskart som beskrevs av Eigenmann, 1914. Agoniates anchovia ingår i släktet Agoniates och familjen Characidae. Inga underarter finns listade i Catalogue of Life.